# Aplec
|  | Per a altres significats, vegeu «Aplec (revista)». |

Un aplec és una trobada de persones que es fa sovint a l'aire lliure i entorn d'una certa temàtica. Tenen un origen religiós i se celebren arreu del territori de parla catalana. Els aplecs, però, han perdut la connotació religiosa i han esdevingut celebracions folklòriques, com les ballades de sardanes, o patriòtiques, com l'Aplec del Pi de les Tres Branques.

## Història
En els orígens, l'aplec era una trobada religiosa i festiva que se celebrava a l'aire lliure, a l'entorn d'un santuari o d'un indret amb algun emblema o significat religiós. Aquest és el cas de l'aplec que se celebra des del 1950, el segon diumenge de juliol, a la Creu del Matagalls per la canonització del pare Claret. Amb els anys, però, el mot aplec ha pres una significació que va més enllà de la religió. Per exemple, la trobada d'excursionistes que es duu a terme cada any al cim del Canigó la Vetlla de Sant Joan, per baixar la Flama, que es reparteix per tot el territori català, és també un aplec.
Actualment, doncs, l'espectre de l'aplec és molt ampli: ballades de sardanes en llocs determinats, trobades patriòtiques com la de l'Aplec del Pi de les Tres Branques al pla de Campllong i altres concentracions festives com l'Aplec del Caragol a Lleida, creat el 1981 i en el qual el motiu de trobada és la menja d'aquest plat.

## Aplec de Sardanes
Un clar exemple d'aquest significat més contemporani de la paraula ‘aplec', com a trobada festiva de caràcter més folklòric que no pas religiós, són els aplecs de sardanes. Es considera un aplec de sardanes una trobada de caràcter anual en la que solen participar més d'una cobla. Moltes poblacions catalanes importants solen realitzar-ne un el mateix dia de la setmana de l'any. El més habitual és que hi participin tres cobles però aquest nombre pot ser superior o inferior. Cada comissió territorial estableix els nombre de cobles que cal que l'acte tingui per a poder-lo considerar aplec,a més d'altres característiques, sent més flexible a Tarragona i Lleida. A Girona, per exemple, s'exigeix que en els aplecs de tot el dia hi hagi tres cobles tant al matí com a la tarda i que vagin tocant sardanes de manera intercalada cada una d'elles.
Els aplecs solen consistir en la interpretació de sardanes per a ballar, que poden ser de 7 o de 10 tirades, però se li solen afegir actes complementaris com àpats de germanor, sortejos, concurs de colles improvisades o estrenes de noves sardanes. Acostumen a tenir una elevada assistència i tenen un fort arrelament a les comarques gironines, de la Catalunya central així com els Vallesos.
Actualment l'aplec més antic de Catalunya és l'aplec de Calella amb 92 edicions realitzades.
Convé diferenciar un aplec de la sardana dels aplecs d'ermita, que són romeries en una data senyalada en paratges i ermites on els habitants de la contrada hi tenen devoció i on a part d'acostumar-s'hi ha fer una audició de sardanes, hi ha actes religiosos i altres activitats com àpats o jocs per la mainada.
Els aplecs de sardanes s'organitzen comarcalment dins del territori català mitjançant unes entitats creades amb aquesta finalitat: l'Agrupació d'Aplecs Sardanistes de les Comarques Gironines, la Coordinadora d'Aplecs de les Comarques Meridionals, la Coordinadora d'Aplecs de la Sardana de les Comarques Lleidatanes i la Comissió d'Aplecs Sardanistes de Barcelona. També se'n realitzen a Andorra i a la Catalunya Nord.

## Fontada
Quan l'aplec té lloc al voltant d'una font amb un motiu lúdic. Cal trobar el seu origen en l'apogeu de l'excursionisme al segle xix, quan les fonts de muntanya van passar de ser un lloc utilitari per a abeurar bestiar i muntaners, a esdevenir un punt de trobada i d'esbarjo que consistia a passar una jornada prop de la font i fer-hi, generalment, un àpat. Això va comportar progressivament un agençament de moltes fonts, millorant-ne els brocs, afegint-hi plaques commemoratives i arranjant l'entorn. Les fonts van passar de simples teules, branques o pedres que feien saltar el raig a, en alguns casos, obres arquitectòniques en mig de la muntanya.